# 다이너소어 주니어

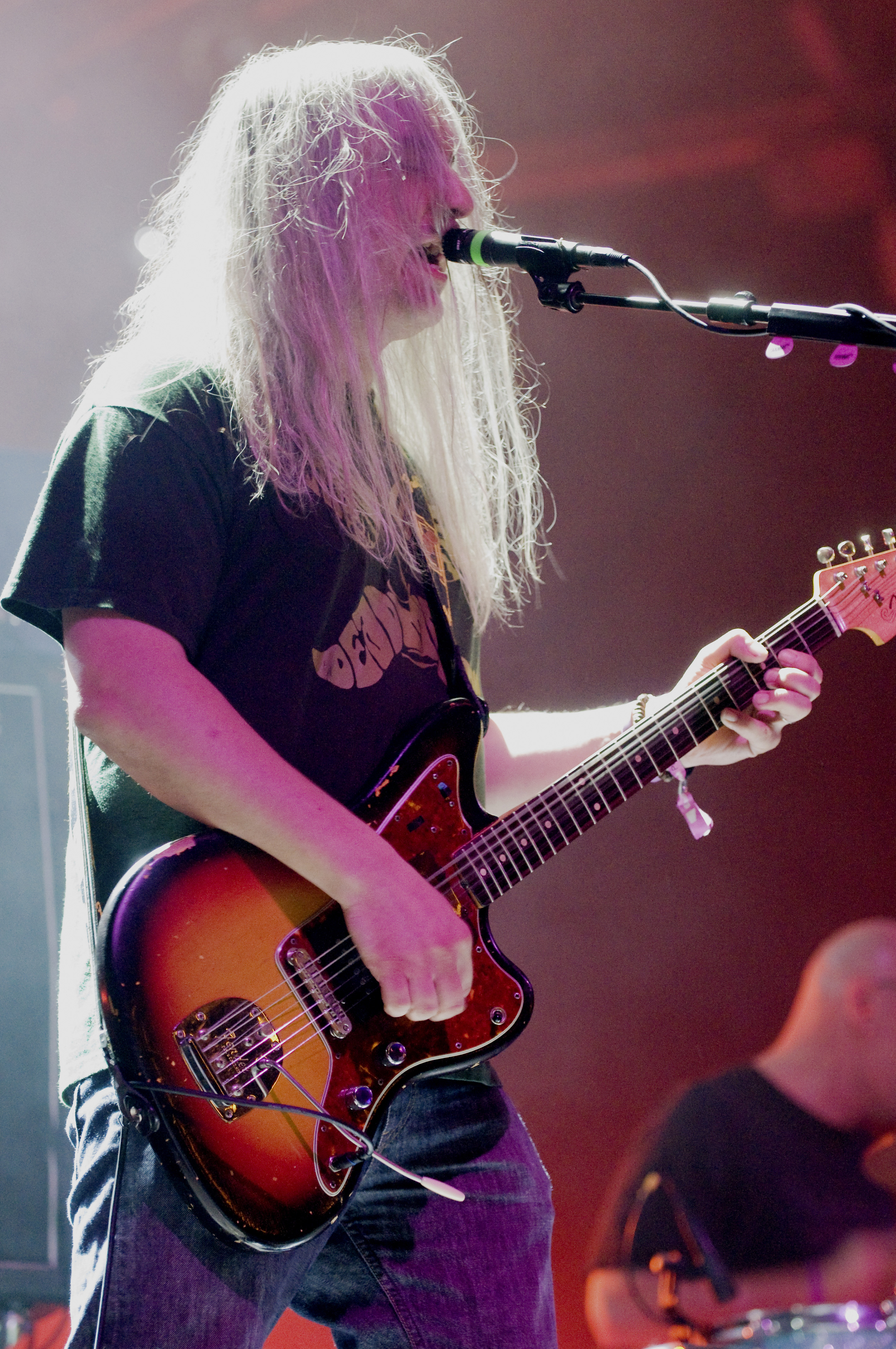

다이너소어 주니어(Dinosaur Jr.)는 미국의 1984년 매사추새츠 주에서 결성한 얼터너티브 록 밴드이다. 1997년에 해체하였다가 2005년에 재결합하여 활동하고 있다. 다이너소어 주니어 음악의 여러 가지 요소들이 1990년대의 록 음악에 큰 영향을 주었다.

## 구성원
- 기타/노래 - 제이 매스키스
- 베이스 - 루 발로우
- 드럼 - 머프

## 음반
- Dinosaur (1985)
- You're Living All Over Me (1987)
- Bug (1988)
- Green Mind (1991)
- Where You Been (1993)
- Without a Sound (1994)
- Hand It Over (1997)
- Beyond (2007)
- Farm (2009)
- I Bet On Sky (2012)